# ボブ・マクローリー
ロバート・グレン・マクローリー（Robert Glenn "Bob" McCrory , 1982年5月3日 - ）は、アメリカ合衆国ミシシッピ州出身のプロ野球選手（投手）。

## 経歴
2003年のドラフトでボルチモア・オリオールズから4位指名（全体104位）を受ける。
2008年4月30日のタンパベイ・レイズ戦でメジャーデビュー。この年はメジャーで8試合に登板し、翌年も7試合に登板した。
2010年はAA級ボウイ・ベイソックスで過ごし、12月28日には千葉ロッテマリーンズへの入団が発表された。
2011年3月15日、春季キャンプ中に右肩痛を発症したため帰国。5月25日、自由契約選手として公示された。今後は、クリーニング手術を行なう予定であり、ロッテ側は秋季キャンプでの状態を見て再契約を決めるとしていた。しかし再契約に至ることはなく、実際に秋季キャンプに参加したのかも不明である。

## 選手としての特徴
最速100mph（約161km/h）、平均球速95mph（約153km/h）をマークするストレートとシンカー、さらにスライダー、チェンジアップ、カーブを投げ分け。一方で与四球率はメジャー通算で12.27、同じくマイナーで4.91と制球が非常に悪い。

## 詳細情報

### 年度別投手成績
- NPB一軍公式戦出場なし

| 年 度    | 球 団    | 登 板 | 先 発 | 完 投 | 完 封 | 無 四 球 | 勝 利 | 敗 戦 | セ 丨 ブ | ホ 丨 ル ド | 勝 率 | 打 者 | 投 球 回 | 被 安 打 | 被 本 塁 打 | 与 四 球 | 敬 遠 | 与 死 球 | 奪 三 振 | 暴 投 | ボ 丨 ク | 失 点 | 自 責 点 | 防 御 率 | W H I P |
| -------- | -------- | ----- | ----- | ----- | ----- | -------- | ----- | ----- | -------- | ----------- | ----- | ----- | -------- | -------- | ----------- | -------- | ----- | -------- | -------- | ----- | -------- | ----- | -------- | -------- | ------- |
| 2008     | BAL      | 8     | 0     | 0     | 0     | 0        | 0     | 0     | 0        | 0           | .000  | 37    | 6.1      | 10       | 0           | 8        | 0     | 0        | 5        | 1     | 0        | 12    | 11       | 15.63    | 2.84    |
| 2009     | BAL      | 7     | 0     | 0     | 0     | 0        | 0     | 0     | 0        | 0           | .000  | 49    | 7.1      | 17       | 3           | 10       | 0     | 0        | 4        | 1     | 0        | 19    | 14       | 17.18    | 3.68    |
| MLB：2年 | MLB：2年 | 15    | 0     | 0     | 0     | 0        | 0     | 0     | 0        | 0           | .000  | 86    | 13.2     | 27       | 3           | 18       | 0     | 0        | 9        | 2     | 0        | 31    | 25       | 16.46    | 3.29    |

### 背番号
- 16 （2011年）